# Перша італо-ефіопська війна

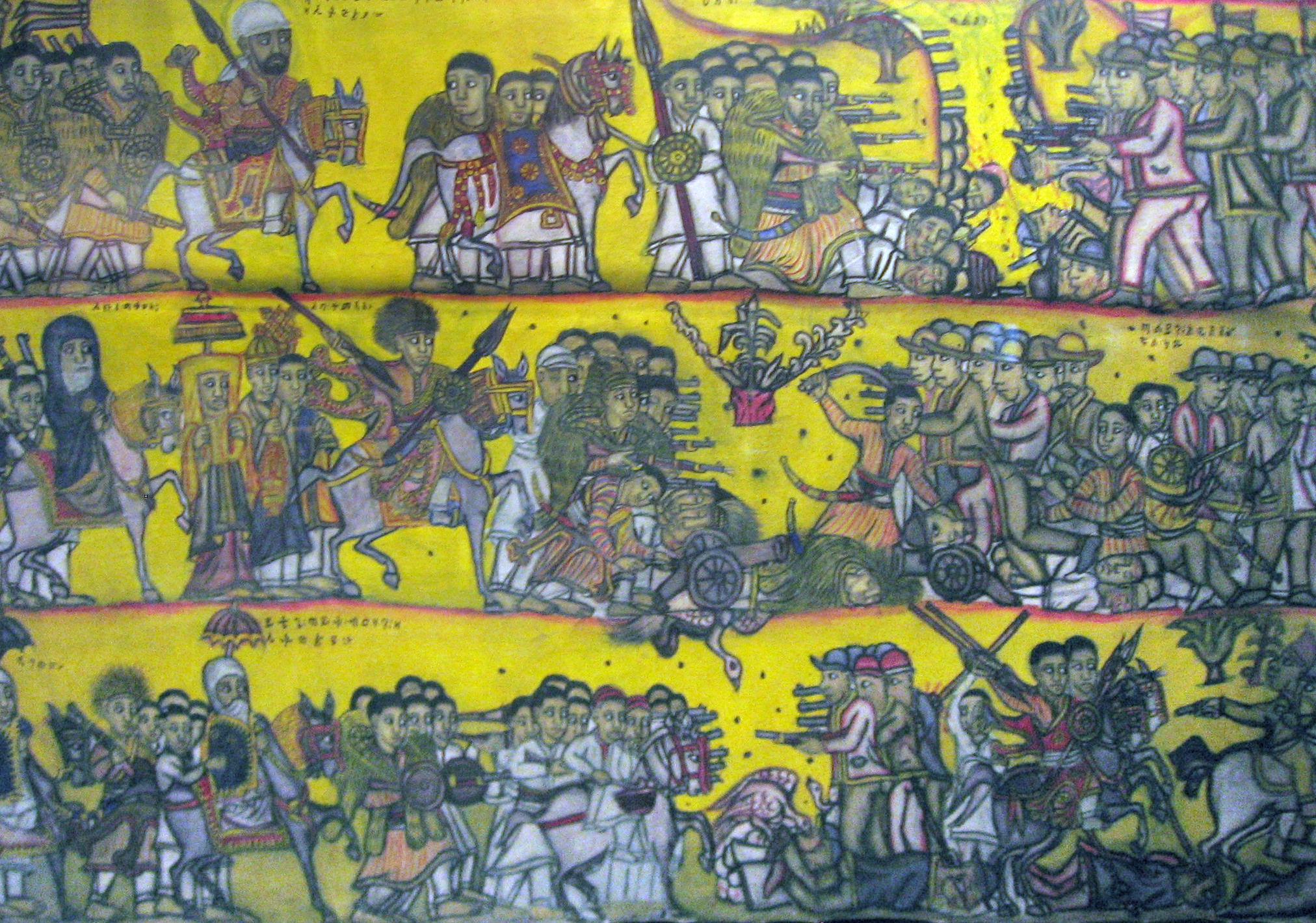
Ефіопське зображення битви при Адуа

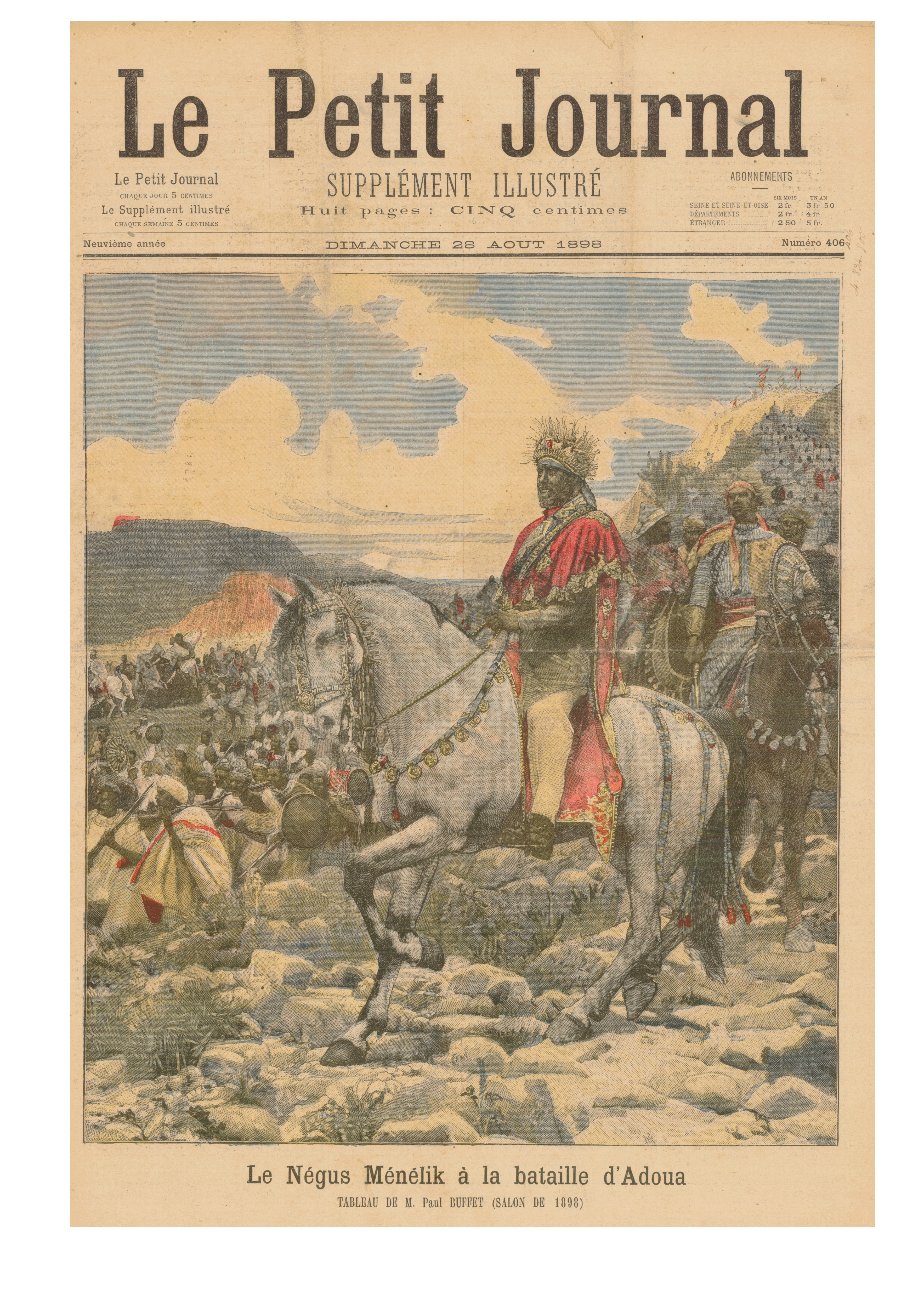
Обкладинка французького журналу «Le Petit Journal», присвячена битві при Адуа

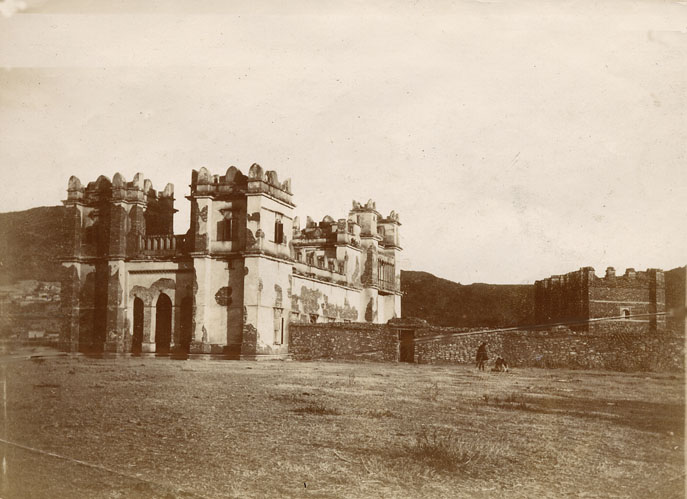
Форт Мекеле 1896 року

Італо-ефіопська війна (перша абісинська війна, або просто відома як Абісінська війна в Італії (італ. Guerra d'Abissinia)) була одним з рідкісних випадків успішного збройного африканського опору європейським колонізаторам у XIX столітті.

## Передумови
До 1895 року африканський континент значною мірою було розподілено між європейськими державами, утім Ефіопія — одна з небагатьох країн Африки — зберігала незалежність. Італія, що спізнилась до розподілу світу, розраховувала захопити Ефіопію та зробити її головною складовою частиною своїх колоніальних володінь. Зайняття італійцями Ассаба (1880) й Массава (1885) на африканському узбережжі Червоного моря та їхнє прагнення поступово розширити кордони своїх володінь за рахунок сусідньої ефіопської провінції Тиграй та підконтрольної Абісинії землі Богос, привели Італію до збройної сутички з Ефіопією.
До того часу могутність Ефіопської імперії залишилась у далекому минулому, країна була розрізнена, влада монарха над найбільшими магнатами — майже умовна. Тому італійці недооцінювали противника та уявляли собі ту війну легкою військовою прогулянкою. Утім, за свою історію Ефіопія не втратила своїх державних традицій, і колонізатори мали стикнутись із набагато більш організованою та численною армією, ніж в інших регіонах Африки.
У березні 1889 року імператор Ефіопії Йоганнис IV загинув у битві при Метемі з суданцями-магдістами. Спадковий правитель області Шоа, що належав до бічної гілки імператорської династії, Сале Мар'ям, проголосив себе імператором Ефіопії під іменем Менеліка II — не без італійського втручання. Головною небезпекою для Менеліка первинно був його суперник у боротьбі за трон, син Йоганниса IV — рас Менгеша, правитель Тиграю. Тому 2 травня 1889 року негус підписав з Італією Уччальський договір про дружбу й торгівлю; за ним Ефіопія визнавала за Італією право на володіння Еритреєю та частиною північної ефіопської провінції Тиграй — багато які з тих територій вже перебували в руках італійців чи пов'язаних з Італією вождів. Тексти, написані в договорі амхарською й італійською мовами, відрізнялись у пункті про права італійців. Амхарською йшлося: «Його Величність цар царів Ефіопії може вдаватись до послуг уряду Його Величності італійського короля у всіх справах з іншими державами та урядами»; італійською замість слова «може» стояло «згоден», яке Італія розуміла як «повинен». Довідавшись, що Рим вимагає протекторату над усією Ефіопією, базуючись на неправильному перекладі договору, Менелік II спочатку шукав дипломатичне рішення конфлікту, що назрівав. Не досягнувши успіху, він у лютому 1893 року оголосив про розторгнення Уччальського договору з 2 травня 1894 року.
Готуючись до війни, Менелік II відряджав військові експедиції на південь і схід, щоб приєднати нові території, добути золото, слонову кістку, рабів, налагодив виробництво кави. Податки з нових земель принесли чималий прибуток. Проти Італії та її союзниці Великої Британії Менелік знайшов союзників в особі Росії, яка офіційно підтримала Ефіопію в тому конфлікті, та Франції, яка, охоче продавала ефіопам сучасну зброю, артилерію та боєприпаси. До Ефіопії прибула група російських військових радників на чолі з осавулом Кубанського козацького війська Миколою Леонтьєвим, до складу якої входили й офіцери-артилеристи.
Після двох років гарних врожаїв та наповнення запасів продовольства Менелік міг вважати себе готовим до війни.
Невдачі у битвах при Догалі 1887 та при Саганетті 1888 року, які спіткали італійські війська у період, що передував війні, не могли не підірвати їхнього престижу. Тому ефіопи, усвідомлюючи свою чисельну перевагу, наважились перейти у наступ. Ще у грудні 1894 року генерал Баратьєрі, який командував італійськими військами, отримав дані про наступ з півдня ефіопських військ під проводом расів Менгеші й Агоси, та з заходу — магдістів. Баратьєрі з загоном у 3 700 осіб висунувся до Адуа та зайняв її 28 грудня. Рас Агос відійшов до Аксума, а Менгеша вирушив до Сенафе. Поблизу Галая та Коатіта Баратьєрі розбив останнього 13—14 січня 1895 року. Наступ ефіопів, який хоч і завершився для них невдачею, вказав італійському уряду на небезпеку, що загрожувала. Зважаючи на це, до Африки були поспіхом відряджені підкріплення, зброя та боєприпаси, а на місці було сформовано 8 рот туземної міліції.
До початку війни кордон території італійської колонії (Еритрея), відповідно до договорів, укладених з Менеліком 1889 та 1890 років, проходила річками Маребу, Белез і Лебке. Окрім того, італійці зайняли Керент, Агордат і Кассалу, відбиті у магдістів. Усі гавані й прибережні пункти між Массавою та Ассабою перебували під владою італійців. Массава була укріплена, окрім того, у багатьох пунктах від Арафалі до Касали було зведено форти, що спричинило розосередження італійських сил. Склад і чисельність італійського експедиційного корпусу постійно змінювались залежно від перебігу подій та несприятливих для європейців кліматичних умов. Значна частина колоніальних військ була сформована з тубільців, що були прекрасним бойовим матеріалом. У туземних батальйонах тільки командний склад був з італійців. Значний брак відчувався у кавалерії, перекидання якої було складним, а коні, привезені з Європи, не витримували африканської спеки. Піхота була озброєна гвинтівками зразка 1887 року, а частково скорострільними 6,5-мм гвинтівками. Артилерія, переважно, використовувала 42-мм гармати.
В Ефіопії все населення підлягало військовому обов'язку. Воїни збирались під начальством своїх старшин (шумів) за племенами, якими керували раси, правителі областей. Воїнів супроводжували слуги, що переносили продовольство й інші вантажі. Після закінчення запасів ефіопи переходили на довольство місцевими засобами, що нерідко було пов'язано з припиненням військових дій. Окрім списа та кривої шаблі, вони були озброєні рушницями. Армія поділялась на тактичні одиниці за племенами. Бойовий порядок складався з кількох стрілецьких ланок, що півколом охоплювали противника. Кавалерія атакувала по флангах і рухалась або разом з піхотою, або попереду. Кавалерія й піхота стріляли на ходу й метали дротики. На озброєнні артилерії були 34-мм гармати Гочкіса. У розпорядження негуса могло зібратись до 120 тисяч воїнів.
До кінця 1895 року у розпорядженні Баратьєрі було 17-20 тисяч осіб (4 батальйони європейців по 600 осіб, 8 туземних батальйонів по 1200 осіб, 8 рот туземної міліції по 200 осіб, близько 2 тисяч кавалерії, артилерії, інженерних та інших допоміжних військ, а також до 2 тисяч місцевих жителів). У березні 1895 року Баратьєрі зайняв Адді-Грат і влаштував там форт. У вересні пройшли чутки про наближення 30-тисячної армії раса Меконнена. Однак наступ тривав украй повільно, й у жовтні з'явився лише невеликий загін раса Менгеші. Баратьєрі, розбивши його поблизу Антало, виїхав до Массави. Італійські війська у той час мали досить розкидане положення. Бригада генерала Арімонді розміщувалась в Адігарті; майор Гальяно з 1 батальйоном за 2 гармат — у Макалі; передовий загін майора Тезеллі (2450 осіб і 4 швидкісні гармати) — в Амба-Алагі, а його передові пости були біля Дуббара. Чутки про наступ ефіопів під проводом самого негуса не припинялись.

## Бойові дії
Італійський експедиційний корпус під командуванням Оресте Баратьєрі налічував 20 тисяч осіб. Всі солдати італійської армії були екіпіровані за останнім словом техніки. Менеліку спочатку вдалось зібрати всього 30 тисяч воїнів. Італійці вважали, що легко впораються з невеликою, погано озброєною ефіопською армією. Але вони не очікували, що Менеліка підтримають більшість підпорядкованих племен, у тому числі ті, що ворогували з імператором; навіть рас Менгеша підкорився йому та взяв активну участь у боротьбі з колонізаторами. До імператорського війська вливались все нові й нові ополченці. В армії Менеліка з'явилась артилерія (сорок гірських гармат «кавказького зразка» були доставлені з Росії), а постачання солдат провізією здійснювалось краще, ніж у італійців.
2 грудня Баратьєрі надіслав з Массави наказ військам зосередитись біля Адіграта й сам прибув туди ж.
5 грудня Тезеллі отримав звістку про наступ раса Меконена й попрохав у генерала Арімонді підтримки, який пересунувся до форту Мекеле. Арімонді, який ще не отримав наказу Баратьєрі, вирішив 6 грудня піти на допомогу Тезеллі, про що сповістив його. Отримавши після цього повідомлення від Баратьєрі про зосередження до Адігарта, він все ж вирушив до Амба-Алаге. У свою чергу Тезеллі вирішив оборонятись на позиції біля Амба-Алаге та, в очікуванні прибуття підкріплень, зайняв її, дуже розтягнувшись. У резерві у нього залишилось тільки 3 роти.
На світанку 7 грудня біля Амба-Алаге абісинці трьома колонами атакували загін майора Тезеллі, охопивши його з обох флангів. Після запеклої битви Тезеллі, усвідомлюючи, що допомога не прибуває, відрядив до тилів свій обоз, а потім віддав наказ про відступ. Шлях відступу проходив вузькою дорогою над обривом, з якого абісинські стрільці розстрілювали італійців, які відступали. Загін Тезеллі відбивався 7 годин та майже весь був знищений, вціліло лише близько 200 солдат.
Рештки загону Тезеллі з'єднались із загоном Арімонді, що йшов на допомогу, після чого Арімонді швидким нічним маршем до ранку 8 грудня повернувся до Мекеле. Форт було обнесено земляним валом висотою 3-4 метри й добре укріплено — там було облаштовано «вовчі ями», встановлено загородження з колючого дроту й закладено фугаси. Недоліком була відсутність всередині стін джерела води — воно розташовувалось за 400 метрів ззовні лінії укріплень. В результаті, у Мекеле було залишено гарнізон з 1500 осіб колоніальних військ при 2 гірських гарматах під командуванням майора Гальяно, а Арімонді відійшов до Адігарта. Війська раса Меконена після невдалого штурму 20 грудня 1895 року заблокували гарнізон Мекеле. 7 січня 1896 року форт було цілком оточено, 11 січня ефіопи відрізали гарнізон від джерела води, та. щоб зменшити її споживання, італійці були змушені вигнати з фортеці худобу та в'ючних тварин, що стали трофеями ефіопів. 13 й 14 січня ефіопи знову штурмували фортецю, але атаки виявились невдалими.
Після отримання звістки про поразку під Амба-Алаге та про блокаду Мекеле абісинцями, в Італії було ухвалено рішення відрядити до Баратьєрі підкріплення з 14 батальйонів по 600 осіб і 5 гірських батарей по 6 гармат, разом 11 тисяч осіб. Ті війська, відряджені з Італії 16-17 грудня, прибули до Массави 24 грудня й лише до початку січня 1896 року підійшли до Адігарта. Таким чином у Баратьєрі зібралось 15—16 тисяч осіб. Для охорони транспортних суден під час висадки, а також для оборони узбережжя, до Червоного моря була відряджена ескадра з 7 суден. Баратьєрі відкликав з Ауда роту й усіма силами висунулись до Ада-Агамуса. Одна бригада була відряджена до ущелини Агула, за 18 км від Мекеле. У той час біля Мекеле зосередилась вже вся армія Менеліка (близько 60 тисяч і 40 скорострільних гармати).
20 січня у Мекеле закінчився запас води, і майор Гальяно капітулював. Гарнізону дозволили залишити фортецю з гвинтівками й набоями, надали мулів. У супроводі військ раса Меконена італійці були відряджені для передачі їх до загону Баратьєрі.
Тим часом головні сили негуса під прикриттям авангарду здійснили фланговий марш до Адуа, куди відійшов і рас Меконен. Таким чином абісинська армія перемістила лінію на напрямок Адуа-Гондер. Попередня лінія від Мекеле на озеро Ашіангі проходила країною вже значно виснаженою війною. Для абісинської армії, що задовольнялась місцевими засобами, потрібен був новий район, звідки вона могла би їх отримувати в достатній кількості. Окрім того, маючи свої шляхи забезпечення, вона зайняла загрозливе флангове положення щодо сполучень Баратьєрі Адіграт-Асмара.
Італійці, у свою чергу, перемістили фронт на захід і пересунулись у напрямку до Адуа на позицію Саурія. Відтоді їхній шлях відступу відходив від правого флангу.
Негус під час перерви у воєнних діях запропонував Баратьєрі укласти мир за умови, що італійці визнають свій кордон, установлений Уччалійським договором 1889 року, лінію річками Маребу й Белезе та змінили деякі статті того договору на користь Абісинії. Утім Баратьєрі не погодився. Вночі на 14 лютого загони тиграйських расів, які спочатку були на боці італійців, здійснив напад на передовий пост на висотах Алеква. Невеликий італійський загін, відряджений у підтримку посту, був узятий у полон. Вибиті потім з позиції під Алеква, тиграйці почали партизанські дії в тилу Баратьєрі та перервали телеграфне сполучення з Массавою. Тим часом партизанська діяльність абісинців розвивалась. Вони з'являлися на головному шляху сполучення з Асмарою в тилу італійських військ.
Корпус Баратьєрі до того часу складався з 4 бригад. Не розраховуючи на успіх проти втричі сильнішого противника, Баратьєрі віддав 15 лютого наказ про відступ. Утім поява 10-тисячного загону абісинців на лівому березі річки Мареба, у напрямку на Годофеласі, вказала на складність такої операції. Тоді Баратьєрі вдався до демонстрації проти правого флангу абісинської армії з метою змусити її відтягнути війська з півночі.
Проведена 24 лютого посилена розвідка дійсно спричинила відхід загону з річки Мареба. За отриманими відомостями у негуса багато воїнів почали залишати табір через хворобу чи перевтому. Правитель Годжаму бажав миру. Сильні загони були відряджені на північ для набору та грабунків. На зміцнення своїх сил Баратьєрі не міг розраховувати через труднощі доставлення продовольства, якого вже було надто мало. Необхідно було ухвалити рішення для виходу з важкого становища, тим більше, що момент ввижався найбільш сприятливим для італійської армії.
Менелік не робив жодних дій, стягнувши війська до Адуа. Понад місяць на фронті панувало затишшя, запаси провізії в обох сторін почали завершуватися. Ефіопські партизани все сміливіше нападали на італійців. Рим вимагав наступу, прем'єр-міністр Італії Франческо Кріспі у гніві почав звинувачувати генерала Баратьєрі в пасивності й навіть у боягузтві. Баратьєрі спочатку збирався відійти до Адді-Кеїх, що й зробив, але 29 лютого 1896 року знову висунувся в напрямку Адуа: він розраховував викликати напад ефіопських сил, що переважали за чисельністю, щоби їхня атака розбилась об оборону італійців.

### Битва при Адуа
Наступ на Адуа здійснювався трьома колонами, кожна налічувала по бригаді, четверта рухалася позаду як резерв. Ефіопи займали чудову позицію, вони були захищені з флангів і з фронту. Дві колони італійців на марші через помилкові схеми місцевості перетнули одна одній дорогу; ліва колона, натомість, відірвалася від головних сил на 6 кілометрів.
До ранку 1 березня 1896 почалися бої, що перетворилися на розрізнені сутички. Італійська артилерія, що розстріляла всі боєприпаси ще раніше, виявилася даремною. Обидва фланги було зім'ято, ліва колона в паніці тікала, праву була оточена Меконеном і майже знищена.
Італійці втратили 11 000 убитими та пораненими та 3 600 полоненими, усю артилерію, багато сучасних гвинтівок. Ефіопи втратили 6 000 убитими та 10 000 пораненими (значні втрати пояснювались наступальним характером дій ефіопів і щільністю їхніх лав). Атакувальний характер дій ефіопської армії був вимушеним через недостатнє озброєння (поставки основної кількості (30 000-60 000) сучасних гвинтівок Бердана з Росії були перехоплені італійською та британською колоніальною владою до початку війни), а також феодальну структуру та систему організації та управління ефіопської армії (наприклад, буквальний переклад ефіопського аналога командира полку, як «такий, що атакує на чолі», реально відповідав дійсності; по суті Ефіопія не мала регулярної армії).

## Завершення війни
У Май-Мареті й Баракіті було 4 свіжих батальйони, які могли покращити становище італійських військ у стані відступу. Ті частини, не отримуючи наказів, 2 березня відійшли до Аді-Кає, не приєднавши до себе батальйон, що займав форт в Адігарті, який там і був оточений абісинцями. Війська негуса спочатку розташувались біля Ада-Агамус, але за якийсь час почали відходити на Адіграт і Макале до озера Ашіангі через нестачу продовольства й настання дощового періоду.
Звістка про поразку при Адуа сильно вразила Рим і призвела до відставки уряду Кріспі. Парламент вотував потім виділення 140 млн на боротьбу з Абісинією. В Африку було відряджено 12 батальйонів піхоти, 4 батальйони альпійських стрільців, 4 гірських батареї та роту інженерних військ. Загальну кількість військ передбачалося довести до 40 000 осіб. Баратьєрі було засуджено, а пост губернатора Еритрейської колонії зайняв генерал Антоніо Бальдіссера. Він заспокоїв війська та зосередив 15-16 000 осіб у районі укріплених пунктів Гура, Саганетті, Галай та Аді-Кає. Відряджений ним до Касали загін проти дервішів відкинув їх за річку Атбару. В околицях Адіграта розміщувався 22-тисячний загін раса Мангашія, залишений негусом. Бальдіссера у травні вирушив до Адіграта, щоби вивести звідти батальйон, що залишився. Не зустрівши перепон із боку абісинців, 7 травня він приєднав до себе гарнізон форту й відійшов до Сенафе, оскільки італійський уряд вирішив установити кордон Еритрейської колонії річками Маребу й Белезе та взагалі дотримуватись обережніших дій. В Італії ясно усвідомлювали, що після важкої поразки не могло бути й мови про відновлення престижу чи звільнення полонених силою зброї.
Італійці утримали Адді-Грат та ще кілька пунктів у провінції Тиграй, а Менелік, дійшовши до кордонів Еритреї, повернув назад — він не бажав посилення правителя Тиграю в результаті приєднання Еритреї; до того ж постачання імператорської армії на півночі Ефіопії було ускладнено. Але й італійці, які прийшли на допомогу Адді-Грату, вивели звідти свій гарнізон.
Після битви Менелік повернувся до столиці й розпочав очікувати на мирні пропозиції. Значних сутичок більше не відбувалося. Дискредитований уряд Кріспі за два тижні розпочав перемовини. 26 жовтня 1896 в Аддис-Абебі підписано мирну угоду, за якою Італія, сплативши контрибуцію, визнала незалежність Ефіопії. Північний кордон Ефіопії, установлений за тією угодою, залишається таким досі. Менелік змусив італійців визнати повний суверенітет Ефіопії; уперше в новій історії європейська держава виплатила контрибуцію африканській країні. Зі представників офіційної Італії ще довго кепкували, називаючи «данниками Менеліка». 1 березня донині вважається національним святом в Ефіопії.

## Статистика
| Сторони | Населення (1895) | Мобілізовано солдат | Убито солдат |
| ------- | ---------------- | ------------------- | ------------ |
| Ефіопія | 11 666 000       | 100 000             | 17 000       |
| Італія  | 30 913 700       | 20 000              | 12 000       |
| Разом   | 42 579 700       | 120 000             | 29 000       |